# Ян Юзеф Тиссовський
Ян Юзеф Тиссовський (пол. Jan Józef Tyssowski; 1811, Тарнув — 1857, Вашингтон (округ Колумбія) США) — польський політичний діяч, керівник краківського повстання (1846).
Учасник Польського повстання в 1830. Входив до складу групи змовників в Галичині, що ставили за мету відновлення незалежної «історичної Речі Посполитої» в кордонах 1772 року.
У 1846 році після початку повстання в Кракові увійшов до складу Національної Ради і з 24 лютого по 3 березня виконував функції диктатора.
Коли почалися погроми місцевої шляхти, знаті і урядовців, вступив в переговори з залишками аристократів. Намагався зупинити різанину і селянські заворушення, які становили загрозу не тільки для їхніх супротивників, але й для поляків, які боролись за незалежність.
Опинившись перед загрозою знищення військами Австрійської та Російської імперій, з одного боку, і бунтівними селянськими масами, з іншого боку, на чолі загону з 1500 повстанців, перейшов кордон і здався прусській владі.
Протягом року перебував в ув'язненні, після чого отримав згоду на виїзд до Сполучених Штатів. Перебуваючи в еміграції був одним з організаторів Польської демократичної громади в Америці.